# Episodi di Frasier (settima stagione)
La settima stagione della sitcom Frasier è stata trasmessa in prima visione negli Stati Uniti d'America da NBC dal 23 settembre 1999 al 18 maggio 2000. In Italia è andata in onda in prima visione assoluta sul canale satellitare Jimmy dal 25 aprile 2005, al 26 maggio 2005. In chiaro è inedita. 
| nº | Titolo originale / italiano          | Prima TV USA      | Prima TV Italia |
| -- | ------------------------------------ | ----------------- | --------------- |
| 1  | Momma Mia                            | 23 settembre 1999 | 25 aprile 2005  |
| 2  | Father of the Bride                  | 30 settembre 1999 | 26 aprile 2005  |
| 3  | Radio Wars                           | 7 ottobre 1999    | 27 aprile 2005  |
| 4  | Everyone's a Critic                  | 14 ottobre 1999   | 28 aprile 2005  |
| 5  | The Dog That Rocks the Cradle        | 21 ottobre 1999   | 29 aprile 2005  |
| 6  | Rivals                               | 4 novembre 1999   | 2 maggio 2005   |
| 7  | A Tsar is Born                       | 11 novembre 1999  | 3 maggio 2005   |
| 8  | The Late Dr. Crane                   | 18 novembre 1999  | 4 maggio 2005   |
| 9  | The Apparent Trap                    | 25 novembre 1999  | 5 maggio 2005   |
| 10 | Back Talk                            | 9 dicembre 1999   | 6 maggio 2005   |
| 11 | The Fight Before Christmas           | 16 dicembre 1999  | 9 maggio 2005   |
| 12 | RDWRER                               | 6 gennaio 2000    | 10 maggio 2005  |
| 13 | They're Playing Our Song             | 13 gennaio 2000   | 11 maggio 2005  |
| 14 | Big Crane on Campus                  | 3 febbraio 2000   | 12 maggio 2005  |
| 15 | Out With Dad                         | 10 febbraio 2000  | 13 maggio 2005  |
| 16 | Something About Dr. Mary             | 17 febbraio 2000  | 16 maggio 2005  |
| 17 | Whine Club                           | 24 febbraio 2000  | 17 maggio 2005  |
| 18 | Hot Pursuit                          | 23 marzo 2000     | 18 maggio 2005  |
| 19 | Morning Becomes Entertainment        | 6 aprile 2000     | 19 maggio 2005  |
| 20 | To Thine Old Self Be True            | 27 aprile 2000    | 20 maggio 2005  |
| 21 | The Three Faces of Frasier           | 4 maggio 2000     | 23 maggio 2005  |
| 22 | The Dark Side of the Moon            | 11 maggio 2000    | 24 maggio 2005  |
| 23 | Something Borrowed, Someone Blue (1) | 18 maggio 2000    | 25 maggio 2005  |
| 24 | Something Borrowed, Someone Blue (2) | 18 maggio 2000    | 26 maggio 2005  |